# Dumitrache Ochialbi
Dumitrache Ochialbi (n. 1807, București – d. 1880, București) a fost un violonist și lăutar român, de etnie romă. Taraful său a însuflețit cu muzica sa atât pe cei care au realizat Unirea de la 1859, cât și pe cei care au participat la Independența de la 1878.

## Biografie
S-a născut în 1807 în București, ca rob pe un domeniu boieresc. Încă de tânăr intră cobzar prin diverse formații.
În 1827 prezența „tarafului lui Dumitrache lăutarul” este amintită de Ion Ghica în schița memorialistică „Un bal la curte”, descriind formațiile participante la revelionul din casa boierului Romanit. De aici înțelegem că, probabil, acesta era cel mai vestit taraf de lăutari din București, deoarece din cele trei formații prezente (taraful Goleștilor din Pitești, orchestra clucerului Alecu Nicolescu de la Râmnicu Vâlcea și taraful lui Ochialbi), singura din capitală era formația lui Dumitrache.
În 1843 scapă din robie (cu un an înainte de Declarația Emancipării Țigănești) plătind stăpânului său 1000 de galbeni dintre care 700 de galbeni îi dăduse revoluționarului Câmpineanu (intemnițat la mănăstirea Mărgineanu o perioadă) și eliberat la scurt după cumpărare (notează Dimitrie C. Olănescu în Teatrul la Români). De aceea la orice ocazie, Dumitrache răspândea cântecul la modă atunci: „Aideți frați la Mărgineanu / Să scăpam pe Câmpineanu”.
În 1858 Ion Andrei Wachmann culege și notează de la Dumitrache Ochialbi o serie de melodii pe care le folosește în vaudeville-ul „Tunsul-Haiducul”, reprezentat pe scena Teatrului Național din București în același an, pe 6 mai.
În 1859 cântă cu taraful său la Unirea Principatelor, la București.
În 1862 S. Michaiescu compune un vaudeville cu piese culese de la Ochialbi, formând obiectul unei cronici scrisă de Nicolae Filimon pentru ziarul Țăranul Roman, în care acesta se ridică împotriva afișului ce l-a omis pe Ochialbi.
În 1878 cântă la manifestațiile încheierii Razboiului de Independență.
Moare în anul 1880 la București.

## Compoziții muzicale
Prin intermediul profesorului de vioară de la Conservatorul din București, Gheorghe A. Dinicu, câteva din cele mai cunoscute lucrări ale sale au fost tipărite în perioada 1927-1932. Unele compoziții ca Hora florilor, Încurcata din Popești sau Hora viilor au avut o popularitate largă în rândul amatorilor de muzică, fiind transcrise pentru vioară și pian. În rest, majoritatea pieselor lui Ochialbi au fost notate și aranjate pentru pian. Din rândul acestora rămân sub formă de copii-manuscrise câteva hore, remarcabile prin bogăția inspirației melodice (Hora Rândunica, Hora Popișteancă și Hora lui Ochialbi - nr.1, nr.2, nr.3 și altele).

## Aprecieri
În scrisoarea către Vasile Alecsandri din 9 mai 1889, Ion Ghica, descriind o nuntă care s-a celebrat în casa boerului Romanit la 1827, între altele, spunea:
„Pe o galerie, improvizată d'asupra ușii de intrare, două musici și un tacâm de lăutari, alternau ariile de joc și de lume; musica de la Golești cu musica clucerului Alecu Nicolescu de la Râmnic și taraful lui Dumitrache Lăutaru.”